# Lorenzo Azzolini
Lorenzo Azzolini (Fermo, 1583 – Narni, novembre 1633) è stato un vescovo cattolico italiano.

## Biografia
Nacque a Fermo nel 1583. Era nipote del cardinale Decio Azzolino seniore e zio del cardinale Decio Azzolino juniore.
Il 17 febbraio 1620 venne nominato vescovo di Ripatransone; ricevette l'ordinazione episcopale il 25 febbraio successivo dal cardinale Ottavio Bandini, coconsacranti i vescovi Orazio Mattei e Sebastiano Poggi.
Il 2 agosto 1632 venne nominato vescovo di Narni.
Papa Urbano VIII aveva intenzione di elevarlo al rango di cardinale nel concistoro del 28 novembre 1633, ma morì nello stesso mese prima di poter ricevere la porpora.

## Genealogia episcopale
La genealogia episcopale è:
- Cardinale Juan Pardo de Tavera
- Cardinale Antoine Perrenot de Granvelle
- Cardinale Francisco Pacheco de Villena
- Papa Leone XI
- Cardinale Ottavio Bandini
- Vescovo Lorenzo Azzolini